# Kubikiri Asa
Kubikiri Asa (首斬り朝), (No Brasil: Samurai Executor) é uma mangá criado por Kazuo Koike e Goseki Kojima, a mesma dupla responsável também pelo famoso Kozure Okami (Lobo Solitário e Filhote no Brasil).
A trama gira em torno de Yoshitsugu, um jovem incumbido de ser o terceiro Yamada Asaemon, o otameshiyaku (testador de espadas) do Xogunato Tokugawa.

## Mangá
O mangá foi lançado em dez volumes no Japão entre 1972 e 1976. Possui temas sérios, e possui uma arte realista e bem trabalhada. Assim como Kozure Okami, Kubikiri Asa também possui muitos termos do período Tokugawa, fazendo com que o grau de realismo seja acentuado. Em geral, as versões estrangeiras do mangá apresentam um glossário para o leitor compreender tais termos.